# 邦子がタッチ
『邦子がタッチ!』（くにこがタッチ）は、1993年4月3日から1997年3月29日までテレビ朝日で土曜昼に放送されていた情報バラエティ番組である。
テレビ朝日における土曜正午枠の情報番組は『土曜ショー（第2期）』（1974年4月 - 1975年9月）以来17年半ぶりとなった。

## 出演者

### 司会
- 山田邦子

### 歴代アシスタント
木之内以外のメンバーは全員テレビ朝日のアナウンサー経験者である。
- 藤井暁（開始 - 1994年3月）
- 佐々木正洋（1994年4月 - 1995年12月）
- 日下千帆（1994年4月 - 1996年9月）
- 角澤照治（1996年4月 - 1996年9月）
- 吉元潤子（1996年10月 - 1997年3月）
- 木之内美穂

### レギュラー出演者
- 羽賀研二
- 加納典明

### リポーター
いずれもテレビ朝日のアナウンサー経験者。
- 真鍋由（開始 - 1994年3月）
- 山口豊（1994年4月 - 1994年9月）

## 主なコーナー
- 減量ドキュメント
- ほか

## スタジオセット
- 初代（1993年4月 - 1996年3月）
- 2代目（1996年4月 - 1997年3月）

## 放送時間
テレビ朝日および同時ネット局（新潟テレビ21、北陸朝日放送〔1994年10月1日ネット開始〕など）は土曜 12:00 - 13:00 (JST) に放送。独立UHF局のサンテレビも深夜に遅れネットで放送していたが、番組終盤5分に天気コーナーがあった関係から、サンテレビのために設けられていた12:55（テレビ朝日同時ネット局での時刻）の飛び降りポイントで飛び降りていた。

## テーマ曲

### オープニング・テーマ
- Believe / 楠瀬誠志郎
- Future Dream / 野見山正貴
- over the rainbow / girl meets love

### エンディング・テーマ
- 誰よりもそばにいて / 小林登美子
- この大きな空に見守られて / ELLIS
- 永遠の約束 / 山根康広
- 僕のシャツを着てなさい / 杉山清貴
- さよならの季節に… / TOSHI
- 最後の言葉 / modern grey
- 橋はどこにあるの / 木根尚登
- 終わらないLove Song / 鈴里真帆
- Angelica / Dual Dream
- ブルーデイジー / 鈴木哲彦
- Kiss / REDIEAN;MODE
- Lovejenic / 大沢誉志幸